# 安平亞果遊艇碼頭
22°59′48″N 120°09′48″E / 22.996797°N 120.163300°E
安平亞果遊艇碼頭（英語：Amping Argo Yacht Club）是位於臺南市安平港遊艇碼頭區的大型開發案，由亞果遊艇集團取得最長50年的經營權。全區陸域面積9.74公頃、水域3公頃，共12.7公頃，以遊艇碼頭為開發主軸。2017年11月16日取得建照，採低密度開發模式，2018年3月動工，2019年完成第一期62個泊位，2024年2月2日黃金會所開幕。未來全區由遊艇碼頭、Villa別墅、會員度假中心和悅椿軒酒店所組成，分四期開發，預計2025年完成。本園區生態豐富，每年4至6月為端鞭水母繁殖期。

## 設施

### 遊艇泊位
碼頭全區預計設置200個泊位。